# Ябълка
 Тази статия е за плода.  За рода вижте Ябълка (род).  
Ябълката (преходни говори: ябука, костурски говор: лапка, лерински говор: ябъка) е сладък, годен за консумация плод, произведен от домашната ябълка (M. domestica). Ябълковите дървета се отглеждат по целия свят и са най-широко отглежданият вид от рода ябълка (Malus).
Видът произлиза от Западна Азия, където все още могат да се открият диворастящите предшественици. Ябълките са сред първите дървета, които са били култивирани от хората, а разнообразието от сортове достига до 7500 типа. Всеки сорт се отличава с различни размери, период на цъфтеж и характеристики на плода.
Годишната продукция на ябълки в световен мащаб надминава 64 милиона тона 2013 година), което съответства на брой от над 300 милиарда ябълки (1 средно голяма ябълка – е около 200 грама). Сред големите производители на ябълки са Китай, САЩ, Иран, Турция, Русия, Италия и Индия.

## Ботанически източници
Дивият предшественик на Malus domestica е Malus sieversii, дърво, което все още може да се намери диво в планините на централна Азия в южен Казахстан, Киргизстан, Таджикистан и китайската провинция Синдзян. Изследователите работят с M. sieversii, който е устойчив към много заболявания и вредители, за да създадат по-устойчиви към заболяване домашни ябълки.
Друг вид, който предварително е смятан за част от генома на домашните ябълки, е Malus baccata и Malus sylvestris, но няма особени доказателства за това в по-старите култивирани видове. Тези и други видове Malus са използвани в някои скорошни програми за развъждане, за да се създадат ябълки, подходящи за отглеждане в неподходящи за M. domestica климати, главно с увеличена толерантност към студ.
Ябълките са много важна храна във всички по-хладни климати и вероятно ябълката е едно от първите култивирани дървета. В по-голяма степен от който и да е друг плод, с изключение на цитрусови плодове, ябълките се съхраняват с месеци и запазват голяма част от хранителната си стойност. Зимни ябълки, набрани в късна есен и складирани точно над точката на замръзване, са били важна храна в Азия и Европа за хилядолетия, и в Северна Америка от заселването на европейци в тази част от света.

## История
Центърът на развитието на разновидността на рода Malus е източната част на днешна Турция. Ябълковото дърво е може би едно от първите дървета, които се отглеждат, като плодовете му са подобрявани в течение на хиляди години. Твърди се, че Александър Велики е открил дребни ябълки в Мала Азия през 300 г. пр.н.е., като тези, които донася в Древна Македония, се използват за присаждане. Зимните ябълки, брани през късната есен и съхранявани при температури близки до нулата, са важна храна в Азия и Европа в течение на хилядолетия, също така и в Аржентина и САЩ, след пристигането на европейците. Ябълките са донесени в Северна Америка от колонизаторите през 17 век. и се твърди, че първата ябълкова градина на континента е създадена близо до Бостън през 1625 година. През 20 век, в щата Вашингтон започват да се създават проекти за напояване, което поставя началото на развитието на индустрия с милиарди долари приходи от плодове, сред които ябълките имат водеща роля.
До 20 век, земеделските производители съхраняват ябълки в незамръзващи изби през зимата, за собствена консумация или за продажба. Подобреното транспортиране на пресни ябълки с влак и пътни превозни средства заменя необходимостта от съхранение.

## Култивирани сортове
Има повече от 7500 известни култивирани видове ябълки. Различни видове са налични за умерен и субтропичен климат. Ябълките не цъфтят в тропически климат, защото се нуждаят от по-ниски температури.
Комерсиалните култивирани ябълки са меки, но крехки. Други желани качества в съвременното култивиране на търговска ябълка са пъстра външност, отсъствие на петна, леснота на експедирането, способност за продължително съхранение, високи добиви, съпротива към заболявания, типична на „червена вкусна“ ябълка, дълго стъбло (за да позволява на пестициди да проникнат във върха на дървото) и популярен вкус.
В България също се провежда научна дейност по създаване на нови сортове ябълки. Така например в Института по земеделие – Кюстендил към Селскостопанската академия са създадени сортовете „Бесапара“ (кръстоска между Флорина и Макфрии), „Горана“ (между Прима и Купър 4), „Елегия“, „Марлена“ и „Мартиника“.
Старите видове често са странно оформени, с петна и имат разнообразни текстури и цветове. Много от тях имат отличен аромат (често по-добър от най-съвременните видове), но могат да имат други проблеми, които ги правят комерсиално нежизнеспособни, като нисък добив, предразположеност към заболяване, или лоша толерантност за съхранение или транспорт. Малка част от старите видове все още се произвеждат в голям мащаб, но много са запазени живи от домашни градинари и фермери, които продават направо на местните пазари. Много необичайни и локално важни видове със собствен уникален вкус и външен вид са налични по света; възникнаха кампании на запазване на видовете ябълки, за да запазват такива местни наследства от изчезване.
Въпреки че повечето култивирани видове се отглеждат и за да се ядат пресни (десертни ябълки), някои са култивирани специфично за готвене (кулинарни ябълки) или създаване на ябълково вино. Ябълките за ябълково вино обикновено са твърде тръпчиви и твърди за ядене, но те дават на питието богат вкус, който десертните ябълки не могат.
Едни от най-често отглежданите и съответно консумирани сортове са Златна превъзходна (Golden Delicious) и Гала (Gala).
- 'Alice'
- 'Ambrosia'
- Ананасова Ренета
- 'Arkansas Black'
- Арома
- 'Belle de Boskoop'
- 'Bramley'
- 'Cox Pomona'
- 'Discovery'
- Фуджи
- Гала
- Златна превъзходна
- Златна Ренате, (Ренате)
- Грени Смит
- 'Honeycrisp'
- 'James Grieve'
- Йонаголд
- 'Lobo'
- 'McIntosh'
- 'Pacific rose'
- 'Pink Lady'
- Червена превъзходна
- 'Шампион' (Шампион)
- 'SugarBee'
- 'Summerred'
- „Жълта прозрачна“
- Ябълки Петровка, сравнени със Златна превъзходна

### Грижи за ябълковите градини
Като силно култивирана култура, ябълката е зависима от редица обработки в продължение на целия период на развитие. Така например резитбата, през различните етапи на развитие са задължителни и трябва да се извършват при спазване на различни изисквания от началото на засаждането до етапа на застаряване. За градина от 10 декара са необходими 1 – 2 пчелни семейства. Развитието на ябълката е силно зависимо от климата на мястото и тя може да се развива добре в умерения климатичен пояс между 35 и 50° северна ширина и 25 и 50° южна ширина.

#### Поливане
Напояването на ябълките е от решаващо значение за редовни, качествени и високи добиви. Особено важно за България това да се извършва през къснопролетния и летния сезон, когато засушаването е най-голямо. При редовно поливане дървото става високо, препоръчва се поливане само ако плодовете са много малки. Съгласно някои изследвания, общото количество вода необходимо за производството на 1 кг. ябълки е 822 литра вода.

#### Болести по ябълковите дървета
- Струпясване
- Брашнеста мана
- Късно кафяво гниене
- Рак по ябълката
- Огнен пригор

#### Вредители по ябълката
- Калифорнийска щитоносна въшка
- Кръвна въшка
- Ябълков цветопробивач
- Листозавивачки
- Златист хоботник
- Плодов червей
- Акари

## Производство и консумация в световен мащаб
| №  | Държава                    | Количество    | %     |
| -- | -------------------------- | ------------- | ----- |
| 1  | Китай                      | 45 983 400    | 49,37 |
| 2  | Турция                     | 4 493 264     | 4,82  |
| 3  | САЩ                        | 4 467 206     | 4,8   |
| 4  | Полша                      | 4 067 400     | 4,37  |
| 5  | Индия                      | 2 276 000     | 2,44  |
| 6  | Иран                       | 2 241 100     | 2,41  |
| 7  | Русия                      | 2 216 200     | 2,38  |
| 8  | Италия                     | 2 211 740     | 2,37  |
| 9  | Франция                    | 1 633 080     | 1,75  |
| 10 | Чили                       | 1 556 805,14  | 1,67  |
| 11 | Бразилия                   | 1 297 424     | 1,39  |
| 12 | Украйна                    | 1 278 870     | 1,37  |
| 13 | Узбекистан                 | 1 238 188     | 1,33  |
| 14 | Република Южна Африка      | 1 148 771     | 1,23  |
| 15 | Германия                   | 1 004 630     | 1,08  |
| 16 | Мароко                     | 889 736       | 0,96  |
| 17 | Северна Корея              | 807 170,26    | 0,87  |
| 18 | Египет                     | 793 299,26    | 0,85  |
| 19 | Япония                     | 733 056,03    | 0,79  |
| 20 | Пакистан                   | 697 220,91    | 0,75  |
|    | Общо световно производство | 93 144 358,17 | 100   |

Счита се, че поне 84,6 милиона тона ябълки са произведени в световен мащаб през 2014 година. Китай произвежда около 48% от световната продукция ябълки, а на второ място е САЩ с около 5,2%.
В САЩ повече от 60% от търговията на ябълки е на територията на щата Вашингтон. Повечето от продукцията на ябълки в Австралия е насочена към местния пазар, а импортът от съседна Нова Зеландия е забранен от 1921 година.
Най-големите износители на ябълки през 2007 година са Китай, Чили, Италия, Франция и САЩ, докато най-големите вносители за същата година са Русия, Германия, Великобритания и Нидерландия.

### Производство в България
През 2016 г. производството на ябълки по официална информация е 44755 тона. Това количество е многократно намалено в сравнение с например 1967 г., когато производството е 413124 тона. Рекордна е 1986 г., когато производството е 543256 тона. Съгласно доклад на БАН в България се произвеждат през 2013 – 2015 г. само 7% от необходимото количество ябълки и основните количества са внос. Причините са в политиката на заплащане на единица площ, водеща единствено да производство на зърнени храни, стимулиране на големите фирми, нарушената работа на системите за поливане и липсата на политика за стимулиране на българските производители на селскостопанска продукция.

### Съхранение
Едно от предимствата на ябълката освен полезните хранителни вещества е възможността да бъде съхранявана в складове продължително време и използвана през периода, когато например през зимата липсват други подходящи плодове. Съхранението на ябълките на първо място зависи от доброто състояние на реколтата при прибирането, а именно да са прибрани навреме: не трябва да се обират по-рано като още зелени, но не и да бъдат презрели. Определянето на този момент при любителски условия става и се определя по лесното отделяне на дръжката на ябълката и потъмняване на семената на ябълката, които придобиват светло до тъмнокафяв цвят. Намаляването на скорбялата и нейното разпределение също се използва, тъй като узрелите плодове при проба с калиев йодид оцветяват повече около семенните кутийки. След прибирането на реколтата и отделянето на здравите плодове, съхранението трябва да се осъществява като се има предвид, че интензивното „дишане“ на плодовете води до по-бързото им остаряване. Затова при условията на съхранение трябва да се осигурят ниска температура: от 0° до 4 °C, висока атмосферна влажност: 80 – 90% влажност и липсата на светлина. Намаляването на кислорода също води до по-продължително съхранение: това при домашни условия става като ябълките поставени в тънки найлонови торби и херметично затворени, дишайки, намаляват съдържанието на кислород. За да могат да се съхраняват продължително време с еднакво качество, на ябълките трябва да се осигурят специални условия в складовете. Трябва да се знае, че ябълките продължават да зреят, като отделят сами така наречен газ на зреенето етилен (етен). Чрез принудителното отстраняване на етилена и създаването на контролирана атмосфера се постига по-дълго време на съхранение. В модерните складове се създава специално контролирана атмосфера включително и с добавки като например 1-Метилциклопропен, който блокира рецепторите за етилен.

## Консумация и видове продукти
Целият плод с изключение на семената е подходящ за консумация от човек. Вътрешната част, включваща дръжката и семената обикновено се изхвърля. Ябълките се консумират основно сурови, но се преработват в различни форми като сокове, печени в различни блюда, сушени, както и преработвани в различни алкохолни напитка. За съхранението на ябълките се използват различни технологии като консервация, сушене, замразяване и съхранение в специални складови помещения с контролирани температура, влажност и газова среда.
- Ябълков сок: Ябълките се смилат или пресоват за производството на ябълков сок, който се консумира филтриран или нефилтриран.
- Ябълково вино: След ферментация се получава ябълково вино. Обикновено се използват по кисели и по-тръпчиви видове ябълки за производството му. Обикновено е с алкохолно съдържание 5 до 7 Vol.-%.
- Ябълков оцет: Чрез използването на оцетна ферментация на ябълковото вино се получава ябълков оцет.
- Сайдер: ябълково вино, което е слабо – алкохолна напитка, леко газирана. В България се предлага и сайдера „Крадецът на ябълки“ с алкохолно съдържание 4,5 % vol.
- Чрез дестилация се произвеждат различни силно-алкохолни напитки като например Калвадос
- Мармалад от ябълки: В България традиционна рецепта е с използването на ябълки и захар, сварени до определена гъстота и прецедени.
- Сушени ябълкови резенки. Приготвянето на сушени плодове с цел съхранение и по-късно използване е традиция в България. Използва се думата ошав за продукта, получен при изсушаването, както и за компота, който се прави от него. Сушенето става на открито или в специализирано оборудване. Отрязаните парчета от ябълка потъмняват при престой на въздуха. Причина за това е превръщането на естествената фенолна съставка в меланин под въздействието на кислорода. Различните сортове потъмняват по различен начин. Американска фирма създава по генетичен път Arctic Apples, които не потъмняват. Целта е да са произведе ябълков чипс за директна консумация с по-добър търговски вид. При ябълки, които не са генетично модифицирани, може да се забави процеса на потъмняване чрез обработка с окиселена вода, получена при добавяне на лимонена киселина или оцет във водата.

Съществува поговорка на английски език „Който изяжда по една ябълка на ден, държи доктора надалеч“ (An apple a day keeps the doctor away). По данни на някои учени, редовната употреба на ябълки намалява опасността от заболявания на червата, простатата и белите дробове. Причините за това са, че те съдържат антиоксиданти и баластни вещества като пектин, които подобряват перисталтиката и намаляват нивото на холестерола.

### Ефекти върху здравето
Още от времето на древен Вавилон има писмени данни, че ябълките са използвани като лечебно растение. Съвременните изследвания показват, че използването на ябълките за храна води до намаляване на опасността от ракови заболявания при хората. Подобни са изследванията и при животни. Широкото разпространение на ябълките се дължи на ценните хранителни вещества в тях. Те имат богато съдържание на захари, органични киселини, минерални и дъбилни вещества, витамини, пектин, ензими и други. Общото количество на минерали като калий, калций, магнезий, желязо, фосфори и други е от 0,2 до 0,4 %. Пектиновите вещества действат благоприятно при хранителни разстройства и срещу натрупването на холестерол в кръвоносните съдове. При свързването на пектина с холестерола, той се изхвърля от организма и по този начин се подобрява кръвното налягане. Пектинът поема натрупаните в стомаха хранителни токсини и помага за отстраняването им. Действа бактерицидно и успокоява лигавицата на стомаха. Ябълките действат добре срещу натрупването на камъни в бъбреците и жлъчката, като предотвратяват образуването на оксалова киселина, а танинът спира образуването на пикочна киселина. Едно от предимствата на ябълките е възможността да бъдат съхранявани и консумирани през продължителен период от време, както и на големите разстояния от мястото на отглеждане на които се транспортират.

#### Ябълките и зъбите
Независимо от някои забележки по отношение на захарите и киселината, съдържаща се в ябълките като цяло изяждането на няколко резена от ябълка след храна подпомага почистването на зъбите и венците преди възможността да се измият с четка за зъби и паста. Тя подпомага почистването от остатъци на храна и бактерии.

#### Ябълките и сърцето
Калиевите соли действат благоприятно на сърцето и киселинно-алкалното равновесие на организма.

### Семена
Семената на ябълката съдържат отровния гликозид амигдалин, който при разграждането си се превръща в цианово съединение. Поради малкото количество, съдържащо се в семената, твърдата обвивка на самите семена, която не позволява достъпа до вътрешността, както и необходимостта от време за разграждането, няма регистриран случай на отравяне със семена от ябълки.

## Ябълките в изкуството
Ябълките са любима тема на художниците и писателите като форма и символ.
Ябълката е използвана в българските приказки и приказките на европейските народи.
- В приказката на Ангел Каралийчев „Тримата братя и златната ябълка“ са включени различни мотиви от различни приказки, като основният мотив е, че ламята краде златната ябълка и най-малкият брат е този, който преминава през различни приключения за да изпълни волята на баща си.
- В приказката на братя Грим Снежанка, лошата мащеха трови Снежанка с обработена наполовина с отрова ябълка.
- Легендата за Вилхелм Тел, национален герой на Швейцария, включва ключовия момент, в който той по заповед на диктатора трябва да стреля с арбалета си по ябълка, поставена на главата на малкия му син. Тази легенда е въплътена от Фридрих Шилер и Джоакино Росини в едноименната пиеса и опера.

### Ябълката като символ

#### Ябълката на раздора
Това понятие идва от гръцката митология. Ябълката на раздора е златна ябълка от древногръцката легенда, която е в основата на завръзката в Илиадата на Омир. По време на сватбата на Пелей и нереидата Тетида, богинята Ерида, която поради опасения да не създаде конфликти, единствена от боговете не е била поканена на сватбата. За отмъщение тя подхвърлила между гостите златна ябълка, откъсната от градините на Хесперидите, с надпис: „За най-красивата“. При възникналия спор между Хера, Атина и Афродита за кого е предназначена златната ябълка, Зевс отказва да се намеси и по волята на боговете Парис е този, който трябва да реши. Афродита, която обещава на Парис за жена най-красивата сред земните жени – Елена, която вече е женена за Менелай печели златната ябълка. След отвличането на Елена започва и Троянската война, довела в крайна сметка до унищожаването на Троя. В Троянската война участват от двете страни голяма част от боговете на Олимп и стотици герои от гръцката митология.

#### Ябълката на познанието
Според библейският разказ, Бог забранява на Адам да яде от плодовете на Дървото за познаване добро и зло и нарушаването на тази забрана става причина за изгонването на Адам и Ева от Едем. Темата за този първороден грях заема централно място в християнската теология. Има различни предположения за вида на този плод, но най-често се приема, че това е ябълка.

#### Гнили ябълки
Сайтът „Биволъ“ публикува репортажи на тема състоянието на Българската банкова система. Понятието „Гнили Ябълки“ идва от доклад на посланика на САЩ в България Джон Байърли. Докладът е част от Изтичане на информация от дипломатическия канал на САЩ. В него посланик Байърли нарича няколко български банки „Гнили Ябълки“ заради практикуване на порочни практики. Разследващият журналист Стоян Георгиев използва понятието „гнилите ябълки“ във връзка със свои разследвания в съдебната система.

## Интересни факти
- Логото на компютърната фирма Епъл почти от началото на създаването си е нахапана ябълка. Според Стив Джобс името на компанията е избрано, защото той самият е израснал на ферма с ябълкови насаждения и освен това е привърженик на веганството (и по-точно на плодовата диета). Въпреки че той и Стив Возняк са фенове на Beatles, тяхната компания води дългогодишни съдебни дела за името и логото с ябълката с мултимедийната английска компания Apple Corps, създадена през 1967 г. от членовете на Beatles и чието лого е също ябълка, но зелена.
- Заради изобилието от ябълки Тасмания е известна като Островът на ябълките.
- Голямата ябълка (Big Apple) е прякорът на американския град Ню Йорк. За произхода на това наименование има различни теории.
- Във физиката червеевите дупки са хипотетични образувания в пространство-времето, които свързват две точки от пространството и времето. Възможността за съществуването на такива обекти се споменава в Общата теория на относителността на Айнщайн. Идеята за тяхното съществуване е дошла на германския математик Херман Вайл през 1921 г. Според учените, ако червеевата дупка може да се използва като средство за пътуване, тя значително би скъсила пътя между обектите в Космоса. Името идва от приликата с червей, който прегризва ябълка. Това име е измислено от учения Джон Арчибалд Уилър през 1957 г.